# Hit&Run
Hit&Run（ヒットエンドラン）は、2006年4月1日、ソニー・ミュージックアーティスツの分割・再編・統合により新しく設立された芸能事務所である。

所属するミュージシャンの場合、必ずしもソニーミュージック（SMEJ）系列のレコード会社所属とは限らない。

2006年、元ユニコーン・マネジャー原田公一が代表取締役になる。

2009年4月1日、親会社であるSMA（ソニーミュージック・アーティスツ）が他の子会社を含め吸収合併、事業マネジメントを統合し、代表取締役に原田公一（執行役員会長、音楽系ビジネス担当）が就任。
所属アーティストは、そのままSMA所属となる。

## 最終所属アーティスト
- 奥田民生
- キャプテンストライダム
- THE BAND HAS NO NAME
- シュノーケル
- PUFFY
- YUKI
- MEN☆SOUL
- 分島花音
- UNICORN
- 西野カナ
- フジファブリック
- 恩田快人
- カルテット（ビクターレコード）
- KAT（binyl records）
- SPARKS GO GO（EPIC/SONY RECORDS→iSGG Recorders→rudle&records→ユニバーサルシグマ→GT MUSIC→Ki/oon Records）
- detroit7（rudie&records→ヴァージン→rudie&records→Getting Better）
- 斎藤有太（CRAZY FINGER）

### サウンドエンジニア
- 宮島哲博
- スタン・カタヤマ

### 元・所属
- サザンハリケーン（ビクターエンタテインメント、2006年6月解散）
- Missing Link
- 橘いずみ
- ACO
- THE WONDER SOUL STYLE
- 木内健
- 斎藤誠
- 阿部義晴
- VANILLA（川西幸一）